# Cardiotarsus sinensis
Cardiotarsus sinensis is een keversoort uit de familie kniptorren (Elateridae). De wetenschappelijke naam van de soort is voor het eerst geldig gepubliceerd in 1860 door Ernest Candèze.